# Gardon
Gardon (tudi Gard) je 133 km dolga reka v južni Franciji, desni pritok Rone. Po njej se imenuje departma Gard (regija Languedoc-Roussillon).
Gardon ima več izvornih krakov, od katerih je najdaljši Gardon de Saint-Jean, ki izvira v visokih Sevenih na višini 1.100 metrov. Pomembnejša sta še Gardon d'Ales, ob katerem se nahajata mesti La Grand-Combe in Alès ter Gardon d'Anduze z naseljem Anduze. Od kraja Ners dalje teče kot enotna reka Gardon skozi istoimensko sotesko, priljubljeno rekreacijsko središče za kajakaše in kanuiste kot tudi za pohodnike in plezalce. Na izhodu iz nje je preko reke zgrajen most Pont Saint-Nicolas iz 16. stoletja, še bolj znani most - rimski akvedukt iz 1. stoletja Pont du Gard pa se nahaja v bližini Remoulinsa. Gardon se izliva v reko Rono pri naselju Beaucaire, nasproti Vallabrèguesa.

### Departmaji in kraji
Reka Gardon teče skozi naslednje departmaje in kraje:
- Lozère
- Gard: Alès, Anduze, Saint-Jean-du-Gard, Remoulins, Montfrin.